# Klystron

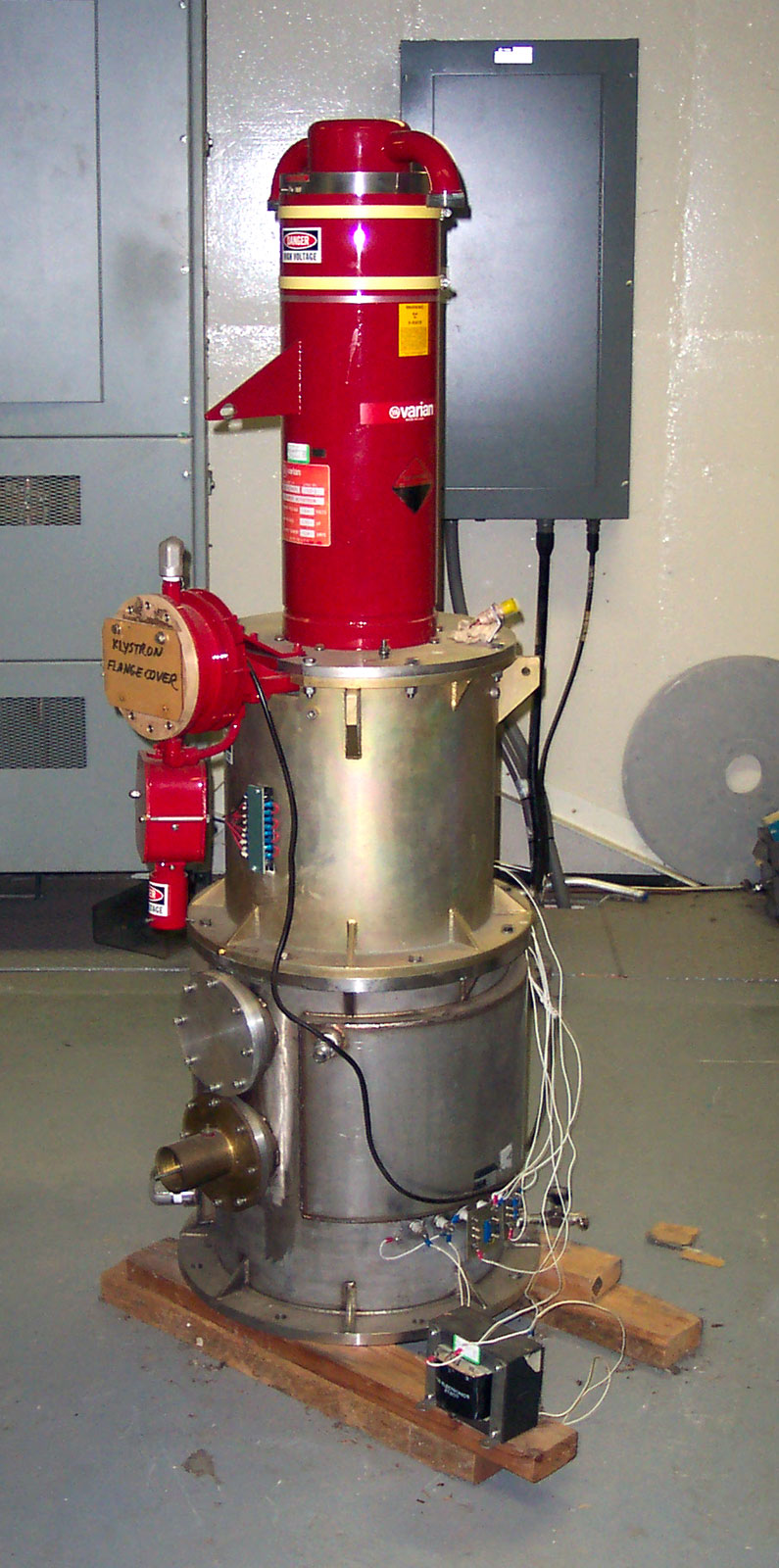
Imatge d'un klystron.

Un klystron és un tipus particular de tub de buit anomenat «tub de feix lineal». El terme klystron està format a partir de l'arrel grega κλυσ- (klys) que fa referència a les ones trencant sobre la costa. Els klystrons s'utilitzen com a oscil·ladors o amplificadors d'ones electromagnètiques de freqüències corresponents a microones i radiofreqüència, amb potències d'emissió que poden arribar als 60 kW. Actualment és habitual trobar-los en radars, estacions d'emissió de televisió per UHF i d'emissió per a televisió per satèl·lit. Els avantatges del klystron sobre el magnetró són la possibilitat d'amplificar senyals de forma coherent i, per tant, de poder controlar la sortida en amplitud, freqüència i fase.
Es considera que els inventors del klystron foren Russell i Sigurd Varian, de la Universitat Stanford. El seu prototip es completà l'agost de 1937 i influí immediatament en els treballs sobre el radar. Posteriorment crearen l'empresa Varian Associates per comercialitzar l'invent.
Hi ha diversos tipus de klystron, en funció del principi utilitzat per amplificar les ones electromagnètiques:
- Klystron de dues cambres
- Klystron de reflexió
- Klystron multicavitat
- Klystron de tub de deriva